# Буркхард III (Цолерн-Хоенберг)
Буркхард III фон Цолерн-Хоенберг (на немски: Burchard III von Zollern-Hohenberg; † сл. 4 юли 1193) от линията Цолерн-Хоенберг на швабската фамилия Хоенцолерн е през 1193 г. граф на Цолерн-Хоенберг.
Той е син на граф Буркхард II фон Цолерн-Хоенберг († 1154/1155) и съпругата му Хелмбургис фон Шала-Бургхаузен († сл. 1155), дъщеря на Зигхард X фон Шала-Бургхаузен († 1142) и съпругата му София Австрийска († 1154), дъщеря на херцог Леополд II Красиви от Австрия (1056 – 1095) и Ита фон Рателберг († сл. 1101). Внук е по баща на граф Фридрих I фон Цолерн († сл. 1115).
Брат е на Фридрих фон Цолерн, граф на Хоенберг († сл. 11 април 1195).

## Фамилия
Буркхард III (I) се жени за Кунигунда фон Грюнберг. Те имат един син:
- Буркхард IV фон Цолерн-Хоенберг († 1225), женен за Вилипург фон Айхелберг